# Драговита
Драговита е село в Западните покрайнини, община Цариброд, Пиротски окръг, Сърбия. През 2011 г. населението му е 49 жители, през 2002 г. то е 81 души, докато през 1991 г. е било 95 души. В селото живеят предимно българи.

## История
В съкратен регистър на Пиротския кадилък от 1530 година Драговита е отбелязано като село с 24 домакинства 5 неженени жители.